# Hoplophorella
Hoplophorella är ett släkte av kvalster. Hoplophorella ingår i familjen Phthiracaridae.

## Dottertaxa tillHoplophorella, i alfabetisk ordning[1]
- Hoplophorella angolensis
- Hoplophorella anosculpturata
- Hoplophorella balazsi
- Hoplophorella baloghi
- Hoplophorella berninii
- Hoplophorella brachys
- Hoplophorella brasiliensis
- Hoplophorella brevipilis
- Hoplophorella brevipilosa
- Hoplophorella buffaloensis
- Hoplophorella cavernosa
- Hoplophorella claviger
- Hoplophorella collaris
- Hoplophorella contigua
- Hoplophorella craterifer
- Hoplophorella crinata
- Hoplophorella cucullata
- Hoplophorella diamphidios
- Hoplophorella diaphoros
- Hoplophorella digna
- Hoplophorella dissimilis
- Hoplophorella dubia
- Hoplophorella engelbrechti
- Hoplophorella ensifera
- Hoplophorella evergladus
- Hoplophorella filaris
- Hoplophorella finitima
- Hoplophorella fonseciai
- Hoplophorella frondeus
- Hoplophorella grandjeani
- Hoplophorella hamata
- Hoplophorella heteropilosa
- Hoplophorella heterosetosa
- Hoplophorella inepta
- Hoplophorella insolens
- Hoplophorella kulczynskii
- Hoplophorella kyphos
- Hoplophorella lanceoseta
- Hoplophorella lanceosetoides
- Hoplophorella lemuria
- Hoplophorella manipurensis
- Hoplophorella minisetosa
- Hoplophorella multirugosa
- Hoplophorella multituberculata
- Hoplophorella mwali
- Hoplophorella neonominata
- Hoplophorella nigeriensis
- Hoplophorella oblonga
- Hoplophorella ocula
- Hoplophorella oidematos
- Hoplophorella pallens
- Hoplophorella paraensis
- Hoplophorella pergrata
- Hoplophorella perisi
- Hoplophorella permirus
- Hoplophorella pervicax
- Hoplophorella phymatos
- Hoplophorella praeoccupata
- Hoplophorella prominens
- Hoplophorella pustulata
- Hoplophorella rafalskii
- Hoplophorella rangiroaensis
- Hoplophorella remigera
- Hoplophorella repetita
- Hoplophorella sabahna
- Hoplophorella sacyae
- Hoplophorella sarawaki
- Hoplophorella saucius
- Hoplophorella sculptilis
- Hoplophorella singularis
- Hoplophorella stilifera
- Hoplophorella subciliata
- Hoplophorella subita
- Hoplophorella subsellata
- Hoplophorella tripartita
- Hoplophorella trisulcus
- Hoplophorella tuberculosissima
- Hoplophorella unqus
- Hoplophorella varia
- Hoplophorella varians
- Hoplophorella variolosa
- Hoplophorella venusta
- Hoplophorella vitrina